# Беленицыны
Беленицыны — древний дворянский род, из Тверских бояр.
Определением Правительствующего Сената (22 мая 1868) утверждено постановление Санкт-Петербургского дворянского депутатского собрания (21 марта 1868) о внесении в 3-ю часть дворянской родословной книги вдовы действительного статского советника Ивана Михайловича Беленицына, Екатерины Николаевны с сыном Николаем, по пожалованному её покойному мужу чину действительного статского советника (1854).
В родословной книге из собрания князя Михаила Андреевича Оболенского записано, что однородцами Беленицыных являются дворянские рода Гнездовы, Садыковы, Шетневы и Зузины.

## Происхождение и история рода
Предок рода Беленицыных, властодержатель греческого города Сардинии, именем Фёдор, в древнейшие времена, по случаю завоевания города болгарским царём Иоанном Асаном, переселился в Угру, а оттуда в Чернигов к великому князю Михаилу Всеволодовичу и пожалован боярской честью. В Золотой Орде, за не поклонение кусту и огню, принял мученическую смерть (1240). Русской православной церковью причислен к лику Святых мучеников.
Его сын, Борис Фёдорович Половой, из Чернигова выехал в Тверь и пожалован чином боярина, имел сына, боярина Фёдора, и внука, 1-го тысяцкого в Твери, Михаила Фёдоровича по прозванию Шетень (родоначальник Шетневых). Михаил Шетень имел трёх сыновей, из коих старший, Константин Михайлович, тверской тысяцкий, имел сына, боярина Ивана (родоначальник Зузиных). Старший сын Ивана Григорий Страдник имел пять сыновей, из коих второй сын, Беленица, является родоначальником Беленицыных.

## Описание герба
Герб Высочайше утверждён (15 января 1870): в чёрном щите на трёх серебряных холмах всадник, скачущий на золотом, с червлёными глазами, языком, седлом и сбруей коне, в серебряных латах с двумя накрест червлёными перевязями, и держащий в правой руке серебряный с золотой рукояткой меч.
На щите дворянский коронованный шлем. Нашлемник: встающий в серебряных латах воин с двумя накрест червлёными перевязями, держащий в правой руке серебряный с золотой рукояткой меч. Намёт на щите справа — чёрный с серебром, слева — чёрный с золотом.